# Simon Dawson
Simon Dawson är en brittisk musiker från Suffolk, England. Han är sedan 2025 live-trummis i Iron Maiden, där han ersatte Nicko McBrain som pensionerat sig från fortsatta turnéer. Dawson är sedan tidigare trummis i Steve Harris andra band British Lion.